# Erika Szabó (Schauspielerin)

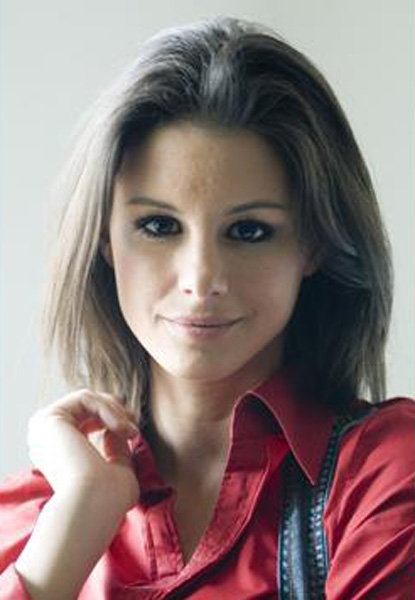
Szabó Erika

Erika Szabó (anhörenⓘ; * 24. November 1984 in Dabas) ist eine ungarische Schauspielerin.

## Werdegang
Szabó spielte ab 2003 in der auf RTL Klub ausgestrahlten Daily Soap Barátok közt die Rolle Tilda Mátyás. Nach 245 Folgen stieg sie 2009 aus. Anschließend wirkte sie in verschiedenen ungarischen Fernseh- und Kinoproduktionen mit. Später begann sie ein Schauspielkunststudium an der Universität für Theater und Filmkunst Budapest, das sie 2015 abschloss. 2014 erhielt sie die Arany Medál díj als vielversprechendes Talent. Seit 2016 gehört sie zum Ensemble des Budapester Thalia-Theaters.
2022 übernahm Szabó in der auf dem größten ungarischen Privatsender TV2 seit 2020 ausgestrahlten Serie Doktor Balaton als Falvai Lili eine Hauptrolle.